# Christine O'Donnellová
Christine O'Donnellová (* 27. srpna 1969) je americká politická komentátorka, byla kandidátkou Republikánské strany pro doplňovací volby ve státě Delaware do Senátu Spojených států amerických v listopadu 2010 na uvolněné místo po Joe Bidenovi, který se stal v lednu 2009 viceprezidentem. Podlehla v nich demokratu Chrisu Coonsovi.
Do voleb do senátu byla svou stranou vyslána již v roce 2008, ale tehdy nad ní zvítězil pozdější viceprezident Spojených států amerických Joe Biden.
V primárkách před volbami v listopadu 2010 se jí dostalo podpory od konzervativních představitelů Hnutí čajových dýchánků Jima DeMinta a Sarah Palinové a porazila favorizovaného Michaela Castla, kterého díky jeho liberálnějším názorům a tím pádem větší šanci na úspěch v samotných volbách silně podporovalo vedení Republikánské strany.